# NGC 1983

NGC 1983 är en öppen stjärnhop i Stora magellanska molnet i stjärnbilden Svärdfisken. Den upptäcktes år 1836 av John Herschel.